# Parisine

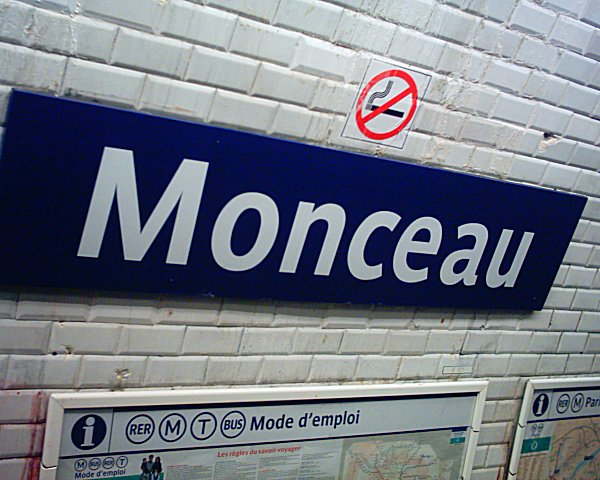
Cartello d'indicazione alla stazione Monceau, sulla linea 2 del metrò di Parigi.

Parisine è un carattere tipografico senza grazie ideato dal designer Jean François Porchez dell'azienda Porchez Typofonderie su commissione della RATP, l'ente gestore del trasporto pubblico a Parigi, che aveva intenzione di unificare a livello visivo la segnaletica e la comunicazione ufficiale dell'intera rete. Il carattere è utilizzato dal 1996 all'interno della rete metropolitana, RER, tranviaria e autobus e, dal 2015, anche nella metro di Osaka per le indicazioni in alfabeto latino; è utilizzato anche nella metropolitana di Algeri. Le sue forme si richiamano al carattere ideato da Edward Johnston ed Eric Gill per la metropolitana di Londra.
Il nome Parisine, inoltre, è un marchio registrato dalla stessa RATP presso l'INPI.

## Caratteristiche
Il carattere, essendo stato pensato principalmente per la segnaletica, risponde al requisito principale di leggibilità anche da lunghe distanze senza ambiguità (specialmente dalle persone che non fanno abitualmente uso dei caratteri dell'alfabeto latino). Le sue proporzioni sono basate (con una riduzione totale del 10%) sul font Helvetica.
La famiglia del carattere comprende le versioni:
- Parisine Std
- Parisine PRO
- Parisine Plus
- Parisine Plus Std
- Parisine Plus PRO
- Parisine Office
- Parisine Office PRO